# Pierluigi Balducci
Pierluigi Balducci (Bari, 3 ottobre 1971) è un bassista italiano di musica jazz.

## Biografia
Inizia la sua carriera di musicista come chitarrista classico, dedicandosi poi al basso, il suo principale strumento, e successivamente al contrabbasso.
Il suo stile musicale, di difficile catalogazione, fonde il jazz di matrice afro americana con la tradizione classica e folklorica europea, con un equilibrio fra scrittura e improvvisazione. Ha pubblicato sei album a suo nome, nei quali rimangono forti i legami fra musica e suggestioni letterarie.
Si è esibito in numerosi festival e jazzclub, in tutta Europa, collaborando con Ernst Reijseger, Robert Bonisolo, Luciano Biondini, Michele Rabbia, John Taylor, Roberto Ottaviano, Paul McCandless, Gabriele Mirabassi, Tavernanova, etc. Le riviste Musica Jazz, Jazzit e Jazzmagazine gli hanno dedicato ampie interviste unitamente a Il manifesto.
Ha composto la colonna sonora di A ma soeur, film di Catherine Breillat, in concorso al Festival di Berlino (2001). Il suo ensemble ha inciso inoltre la sigla dell'ultimo film di Edoardo Winspeare, Galantuomini. È inoltre componente della formazione Nuevo Tango Ensamble, con cui si esibisce da anni in tutto il mondo.

## Discografia

### Album da solista
- 2000 - Niebla (Splasc(h) Records H711.2) come Pierluigi Balducci QuartETHNO
- 2003 - Il peso delle nuvole (Splasc(h) Records H852.2)
- 2005 - Rouge! (Splasc(h) Records H872.2) come Pierluigi Balducci Ensemble
- 2006 - Leggero (Dodicilune ED229) come Pierluigi Balducci Small Ensemble
- 2009 - Stupor Mundi (Dodicilune ED250)
- 2012 - Blue from Heaven (Dodicilune ED303 / IRD) con John Taylor, Paul McCandless e Michele Rabbia
- 2020 - L'equilibrista (Dodicilune ED441)

### Album in collaborazione o come componente
- 1996 - Tavernanova: Matengue (Anagrumba BMG 74321 408652)
- 1998 - Finesterrae: Finesterrae (Equipe EQ98J005)
- 2007 - Antonio Tosques Quartet: Synopsis (Dodicilune ED232)
- 2009 - Gabriele Rampino: Galantuomini (Dodicilune ED260)
- 2010 - Balducci/Brunod/Raviglia: Cherry Dance (Monk Records Cd003)
- 2011 - Nuevo Tango Ensamble: D'impulso (Jazzhaus Records / EGEA)
- 2012 - Serena Spedicato: "My Waits. Tom Waits Songbook" (Koinè by Dodicilune / EGEA)
- 2015 - Gabriele Mirabassi, Nando Di Modugno, Pierluigi Balducci: Amori Sospesi (Dodicilune ED333 / IRD)
- 2016 - Pierluigi Balducci & Vincenzo Maurogiovanni: Cinema, vol. 1 (Dodicilune ED 354 / IRD)
- 2017 - Paul McCandless, John Taylor, Pierluigi Balducci, Michele Rabbia: Evansiana (Dodicilune ED365 / IRD)
- 2021 - Gabriele Mirabassi, Nando Di Modugno, Pierluigi Balducci: Tabacco e caffè (Dodicilune ED423 / IRD)

## Opere
- 2009 - Bach on the Bass - The first cello suite transcribed and fingered for 5 and 4 string electric bass (Salatino Edizioni Musicali)